# André Calvelo de Souza
André Luiz Calvelo de Souza (Praia Grande, São Paulo állam, 2000. augusztus 11. –) kétszeres ifjúsági olimpiai ezüstérmes brazil úszó.

## Élete
Egy vallásos, lelkes sportszerető család negyedik fiúgyermekeként született 2000-ben. Édesapja korábban labdarúgó volt, s a testvérek mindegyike sportol valamit. 2018-ban felvételt nyert az Universidade Santa Cecília (Unisanta) Testnevelési és Sporttudományi Karára.
2018 októberében, a Buenos Airesben rendezett nyári ifjúsági olimpián mind az 50, mind pedig a 100 méteres gyorsúszás fináléjában a 4. helyen végzett, míg a fiú 4 × 100-as gyorsváltóval (Sartori, Peixoto, Pinheiro de Souza) és a vegyes 4 × 100-as gyorsváltóval (Vieira, Raurich, Peixoto) egy-egy ezüstérmet szerzett.